# ولایت بیروت
ولایت بیروت (ترکی عثمانی: ولایت بیروت) یک تقسیم اداری (ولایت) در سطح اول امپراتوری عثمانی بود. این منطقه از مناطق ساحلی ولایت سوریه بود. تا سال ۱۹۰۷، بیروت یازده درصد از تجارت بین‌المللی امپراتوری عثمانی را شامل می‌شد.
در ابتدای قرن بیستم، طبق گزارش‌ها، مساحت آن ۳۰٬۴۹۰ کیلومتر مربع بود، در حالی که نتایج اولیه اولین سرشماری عثمانی در سال ۱۸۸۵ (منتشر شده در سال ۱۹۰۸) جمعیت را ۵٬۳۳۰٬۰۰۰ نفر اعلام کرد. این ولایت چهارمین منطقه از نظر جمعیت در بین ۳۶ استان امپراتوری عثمانی بود.